# ミハウ・スタホヴィチ
ミハウ・スタホヴィチ (波：Michał Stachowicz、1768年8月14日 - 1825年3月26日) はポーランドの画家、石版画家、グラフィックデザイナー、美学教師。
彼はクラクフの画家ギルド出身で、母国にまつわる歴史画や宗教画、風俗画を描き、生涯にわたって教育者としても活動した。

## 経歴
スタホヴィチの父親は地元の著名な書店主で印刷業者であった。スタホヴィチは1782年から画家ギルドでデッサンを始め、スタニスワフ2世アウグストに仕えるふたりの宮廷画家、フランチシェク・イグナシ・モリトールとカジミエジャ・モウジンスキ (Kazimierza Mołodzińskiego) から絵画を習った。1787年にギルドの正式なメンバーとなり、彼が実際に目にした1794年3月24日のコシチュシュコの誓い（コシチュシュコの蜂起を参照）を描いたのをはじめ、1800年には聖カジミェシュ聖人教会（カジミェシュ）の十字架の道行きの場面を、1809年にはポーランド・オーストリア戦争におけるユゼフ・ポニャトフスキのクラクフ占領の場面を描いた。
1816年にはクラクフ教区の司教であるヤン・パベウ・ウォロニッツから司教宮殿の祭壇画の依頼を受け、2年後に完成させた（彼の死後である1850年に火災によって焼失）。1818年、スタホヴィチが描いたヴァヴェル城墓地図面の模写をクラクフ大聖堂司教のセバスチャン・アロイジ・シエラコウスキが、ポーランド共和国上院議長のスタニスワフ・コストカ・ポトツキに贈り、1820年には再びシエラコウスキからヤギェウォ大学の講堂の装飾画制作の依頼を受けた。
その他にもカマルドレ隠者修道院、洗礼者聖ヨハネ教会 (ヤングロト)、モギラのシトー会修道院などの装飾を手がけた。グリザイユの技法も用い、石版画家としても「クラクフのポーランド王の墓」という書籍の挿絵を描いた。
私生活ではグロツカ通り15番地に住み、1817年にクラクフの聖バルバラ・ギムナジウムの美学教師に就任したのちは、その死まで画家と教職者として生涯を送った。彼はクラクフで没し、ラコウィスキ墓地に埋葬された。現在、グロツカ通りには彫刻家のカロル・フカンによるプラークがある。

## 作品

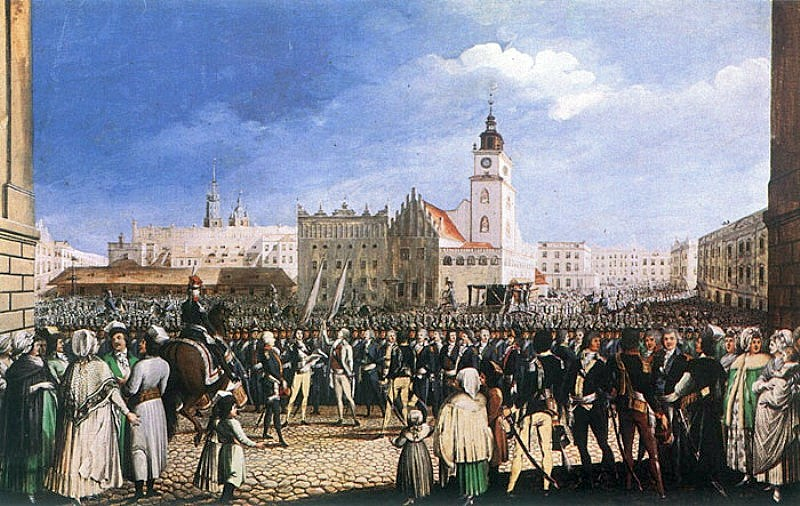
『市の立つ広場でのコシチュシュコの誓い』
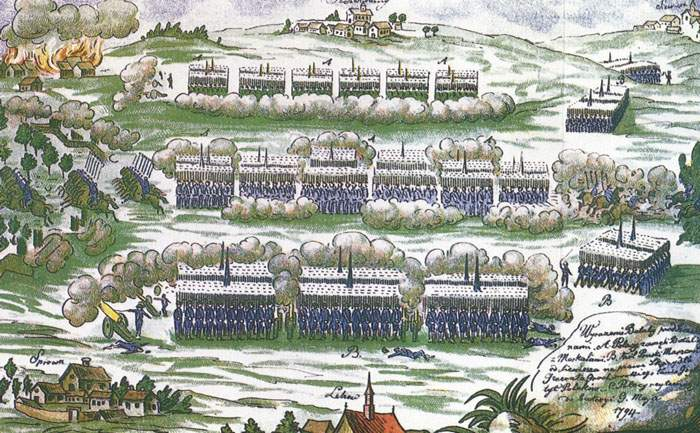
『シュチェコチニの戦い』
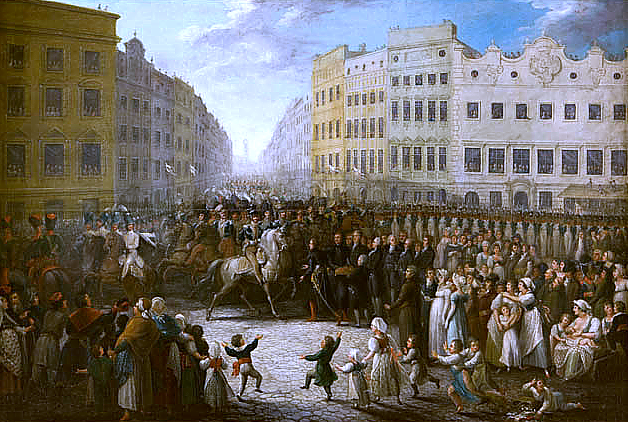
『ポニャトフスキのクラクフ入場』
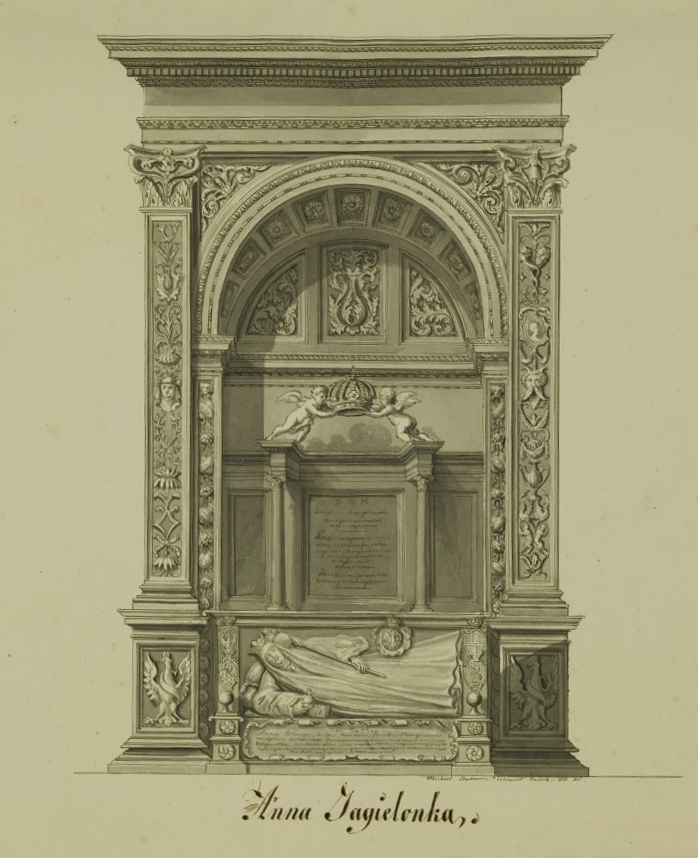
『アンナ女王の墓』 「クラクフのポーランド王の墓」より

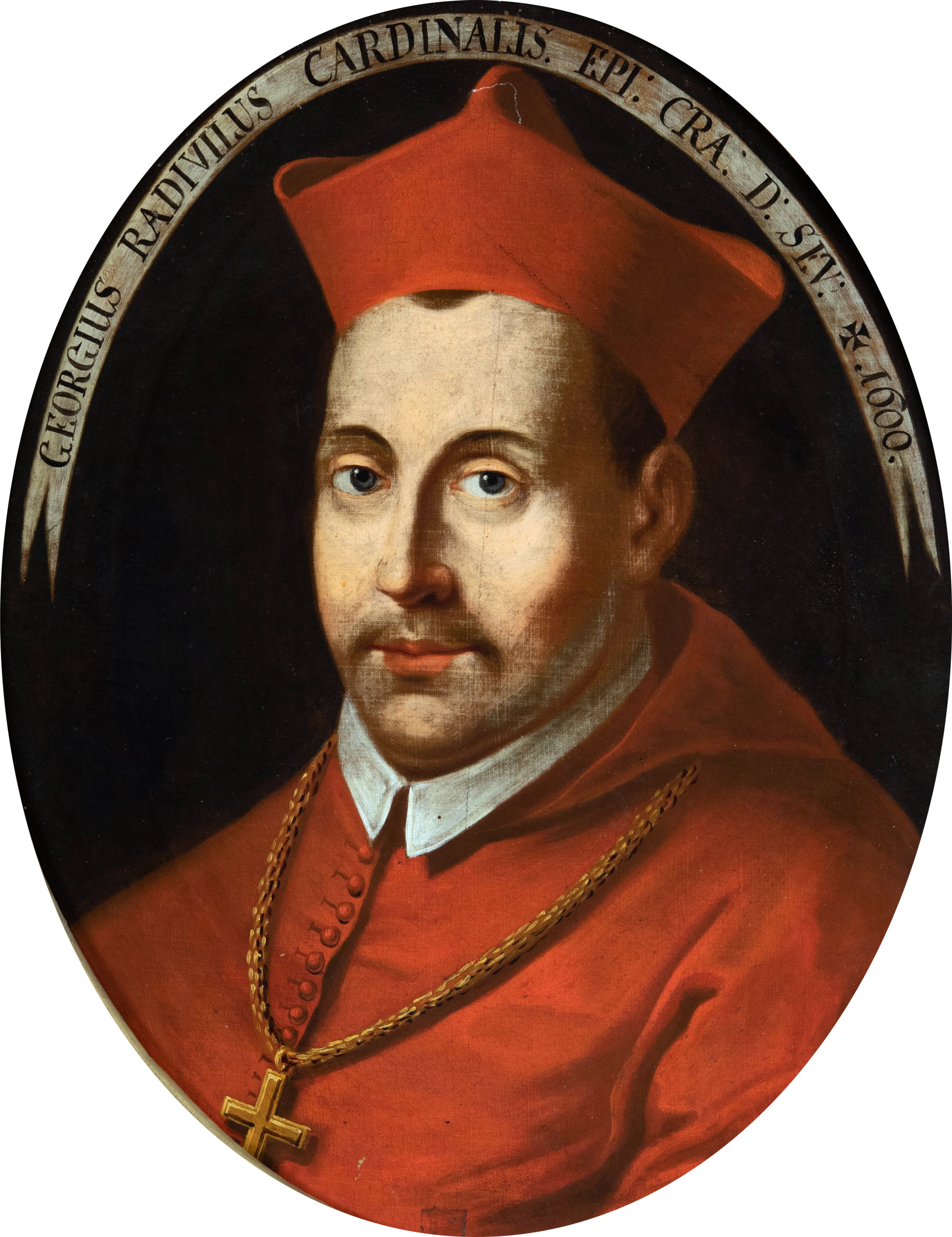
『枢機卿イェジ・ラジヴィウの肖像』
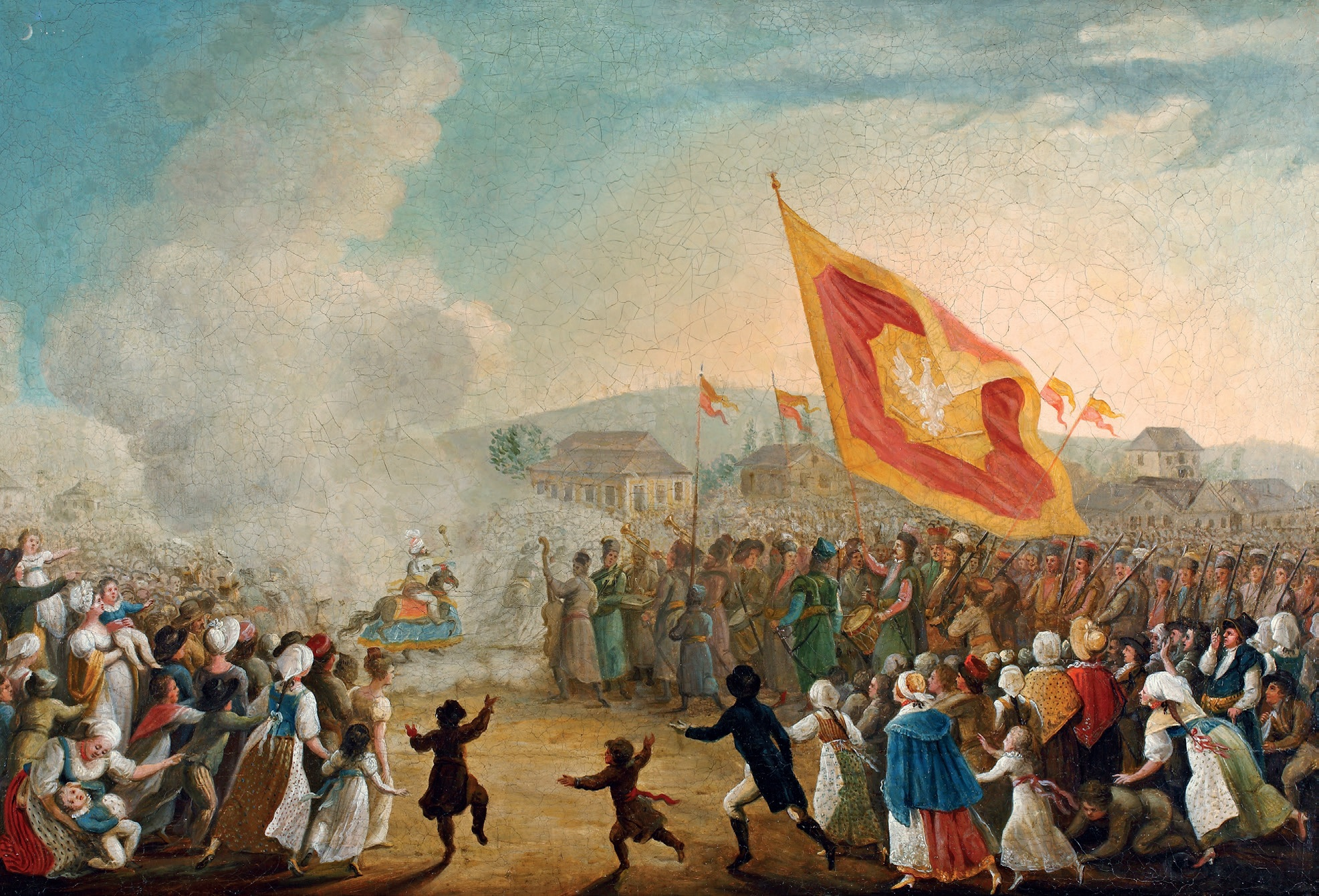
『ライコニック（春の祭り）』
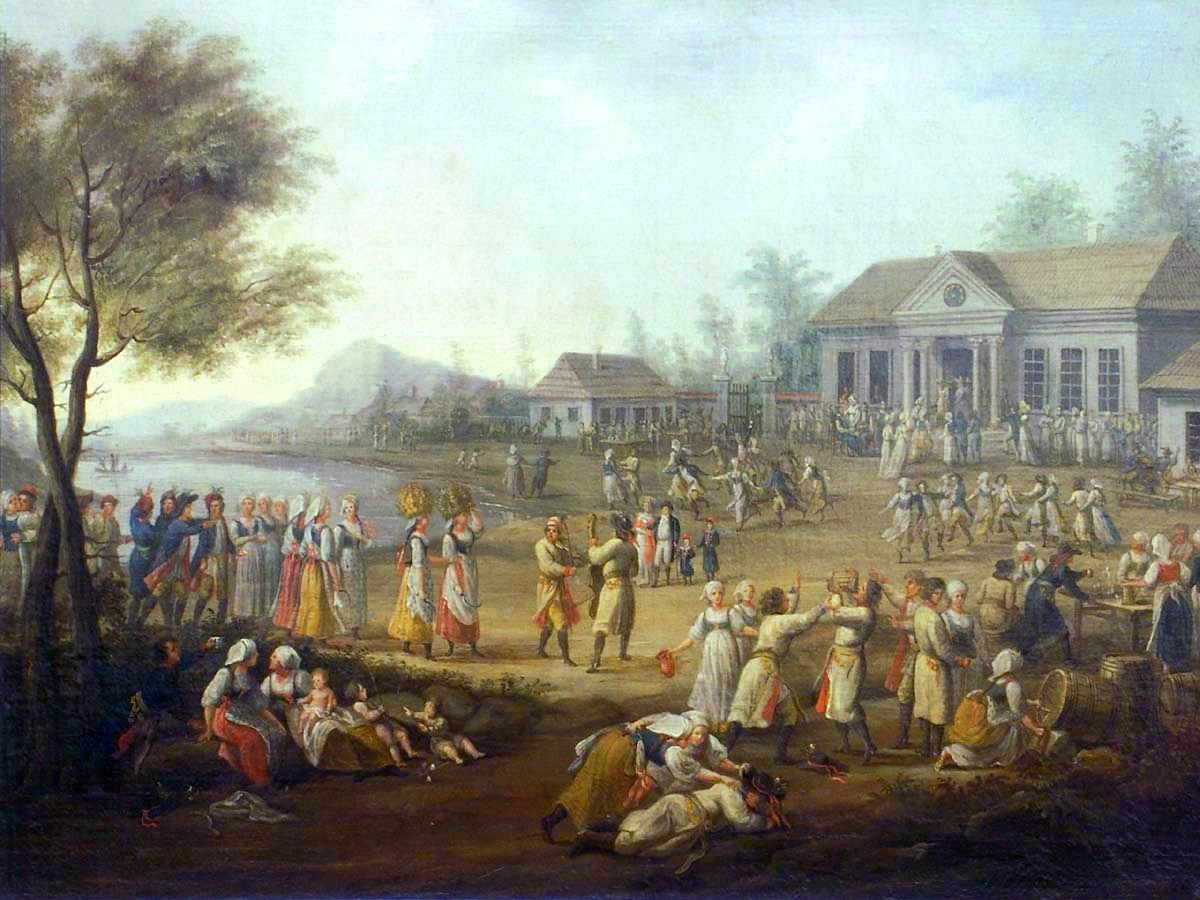
『収穫祭』
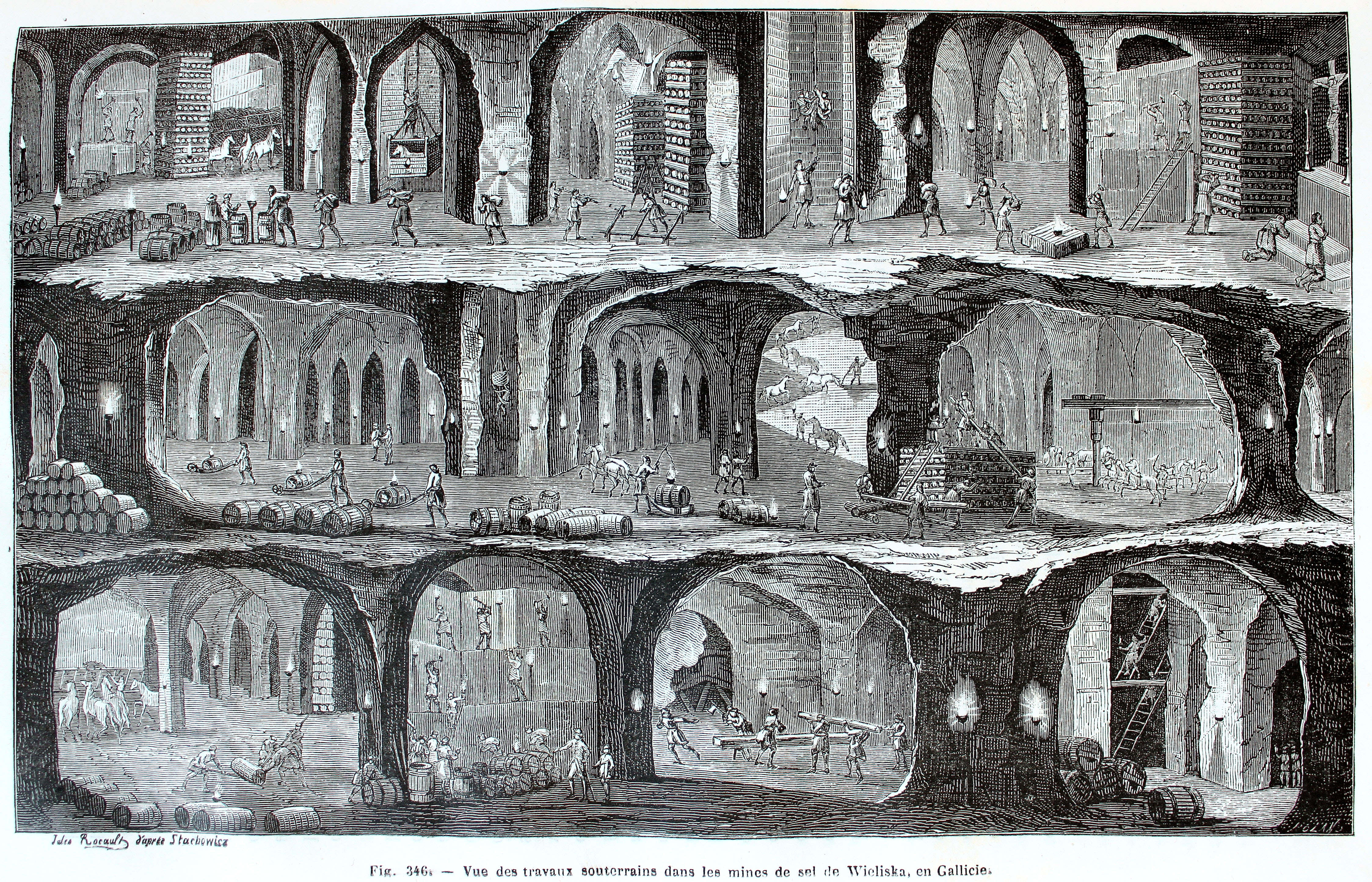
『ヴィエリチカ岩塩坑』

## 参考文献

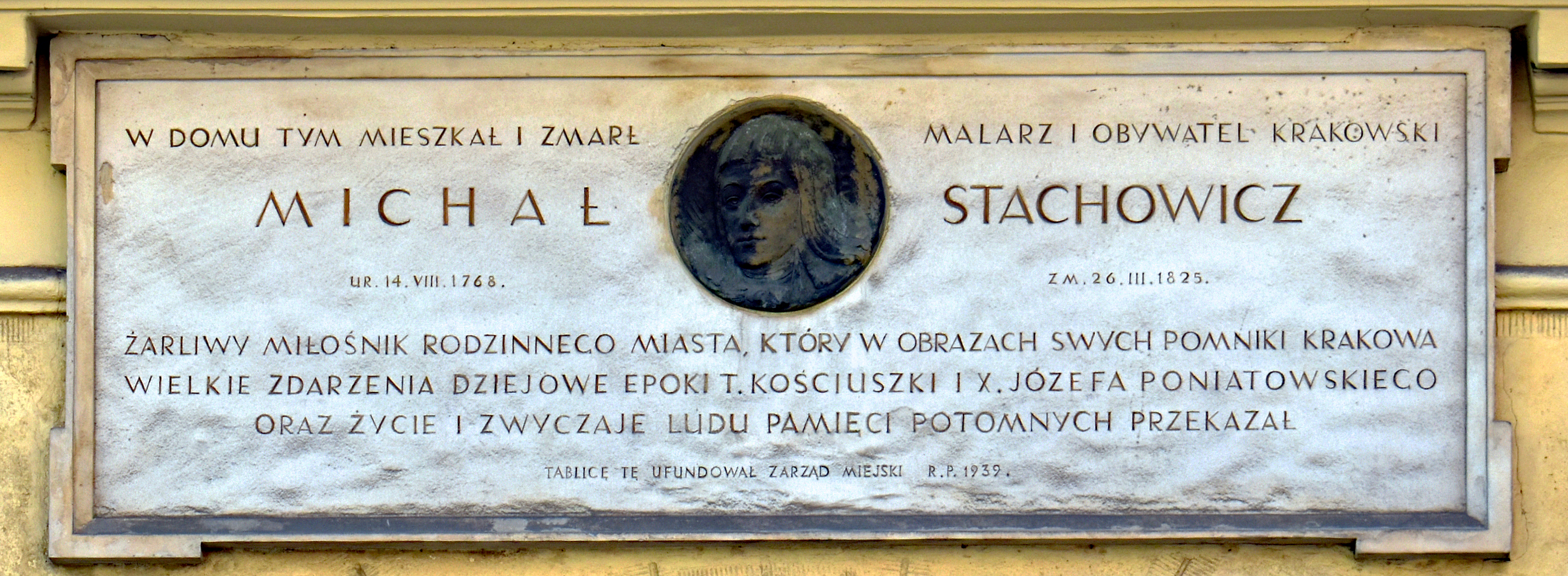
グロツカ通り15番地にあるプラーク